# Тодрия, Николай Парназович
Никола́й Парназович Тодрия (род. 1926) — советский футболист, нападающий. Мастер спорта СССР.
Выступал за команды Тбилиси «Локомотив» (1944—1947, 1955—1958) и «Динамо» (1948—1954). В чемпионате СССР за «Динамо» провёл 123 матча, забил 21 гол (по другим данным — 19).
Серебряный призёр 1951 года, бронзовый призёр 1950 года.